# 매셔블

매셔블(Mashable)은 2004년 피트 캐시모어(Pete Cashmore)가 설립한 뉴스 웹사이트, 디지털 미디어 플랫폼 및 엔터테인먼트 회사이다.

## 역사
매셔블은 2004년 7월 스코틀랜드 애버딘에 거주하던 피트 캐시모어에 의해 설립되었다. 이 사이트의 초기 버전은 캐시모어가 단독 작성자인 간단한 워드프레스 블로그였다. 타임 (잡지)은 매셔블을 2009년 최고의 블로그 25개 중 하나로 선정하면서 비교적 빠르게 명성을 얻었다. 2015년 11월 현재 매셔블의 트위터 팔로워 수는 6,000,000명이 넘고 페이스북 팬은 3,200,000명이 넘는다. 2016년 6월에는 웨일록 인더스트리스(Whalerock Industries)의 유튜브 채널 CineFix를 인수했다.
2017년 12월, 지프 데이비스는 리코드(Recode)에서 "폭격 세일" 가격으로 설명한 가격인 5천만 달러에 매셔블을 인수했다. 매셔블은 2017년 9월에 끝나는 분기에 420만 달러의 손실을 기록하면서 광고 목표를 달성하지 못했다. 매각 후 매셔블은 직원 50명을 해고했지만 최고 경영진은 유지했다. 지프 데이비스의 지휘 하에 매셔블은 여러 언어로 유럽, 아시아, 중동 및 호주를 포함한 여러 대륙의 많은 국가로 성장하고 확장되었다.
2021년 6월, 매셔블의 편집장인 제시카 코엔(Jessica Coen)이 회사를 떠나 모닝 브루(Morning Brew)에 합류했다.

## 같이 보기
- 버즈피드
- 디 어니언
- 바이스 미디어
- 복스 미디어